# Kīwalaʻō
Kiwala'ō (né en 1760 et mort vers juillet 1782) était l'Aliʻi nui d'Hawaï en 1782 lorsqu'il fut vaincu à la Bataille de Moku'ōhai et renversé par Kamehameha Ier.

## Biographie
Kiwala'ō est né en 1760, du Roi d'Owyhee, Kalaniopu'u et sa reine consort Kalola Pupuka (en),. Il était le fils aîné du souverain et son héritier présumé. Alors qu'il était en vie au moment de l'arrivée du capitaine Cook, il n'était pas présent et il n'y a aucun récit étranger de lui.